# Ato Boldon Stadium
Das Ato Boldon Stadium ist ein Fußballstadion mit Leichtathletikanlage in Couva im karibischen Inselstaat Trinidad und Tobago. Das im Jahr 2001 erbaute Stadion hat eine Kapazität von 10.000 Sitzplätzen. Das Stadion ist die Heimspielstätte der Fußballvereine Central F.C. und Club Sando FC.

## Geschichte
Das Ato Boldon Stadium wurde für die U-17-Fußball-Weltmeisterschaft gebaut. Namensgeber ist der Leichtathlet Ato Boldon, der bei den Leichtathletik-Weltmeisterschaften 1997 in Göteborg Weltmeister im 200-Meter-Lauf wurde. Im September 2010 war das Ato Boldon Stadium Spielort der U-17-Fußball-Weltmeisterschaft der Frauen. Es wurden in dem Stadion sechs Vorrundenspiele sowie ein Viertel- und ein Halbfinale ausgetragen.
Am 16. Juni 2011 fand hier im Rahmen der Qualifikation zur Fußball-Weltmeisterschaft 2014 das „Heimspiel“ von Montserrat gegen Belize statt. Dabei sahen 100 Zuschauer eine 2:5-Niederlage Montserrats. Im Rahmen der Qualifikation zur Fußball-Weltmeisterschaft 2018 fand im Stadion ein Länderspiel der trinidadischen Fußballnationalmannschaft gegen die der Vereinigten Staaten statt. 2021 wurde das Stadiongelände im Rahmen der weltweit grassierenden COVID-19-Pandemie als Drive-in-Impfzentrum genutzt.